# Naftali Friedman
Naftali Friedman, w niektórych źródłach Nat(h)an Friedman (lit. Naftalis Fridmanas; (ur. 15 maja 1863 w Juodžiai koło Kielmów, zm. 5 maja 1921 w Berlinie) – litewski adwokat, samorządowiec, działacz mniejszości żydowskiej na Litwie, poseł na Sejm Republiki Litewskiej.

## Życiorys
Po ukończeniu studiów prawnicznych na Uniwersytecie Petersburskim praktykował jako adwokat w Poniewieżu (1888–1907). Przed I wojną światową wybierano go do lokalnej rady miejskiej jako reprezentanta społeczności żydowskiej, do 1904 wchodził w skład zarządu Poniewieża. Zasiadał w Dumie Rosyjskiej III i IV kadencji, wchodził w skład kadeckiej grupy parlamentarnej. Po rewolucji lutowej pracował w rosyjskim ministerstwie sprawiedliwości.
W 1920 wybrano go członkiem Sejmu Ustawodawczego Litwy. Po jego śmierci mandat przeszedł na Samuela Landaua. Został pochowany w Poniewieżu.